# 吸血鬼の姉とゾンビの妹シリーズ
『吸血鬼の姉とゾンビの妹シリーズ』（きゅうけつきのあねとゾンビのいもうとシリーズ）は、鎌池和馬OFFICIAL WEBSITEに掲載された新規書き下ろし作品シリーズ。イラスト担当は真早。担当編集者は三木、小野寺、阿南、中島。未文庫化作品であり、全章がwebにて無料公開中。
紙媒体の電子化ではなく、最初から完全web想定として書かれた実験作である。

## あらすじ
吸血鬼の姉とゾンビの妹が割とガチで掴み合っているけどどうしましょう……ヴァーチャルでだけど
シリーズ第1作目。全11章。2016年3月10日に第0章～第5章、同月16日に第6章～第7章、同月24日に第8章～第9章、同月31日に第10章以降を順次公開。
昔から天変地異が多かった供響市は、国からの支援を受けて減災都市として発達した。そんな街に住む少年・天津サトリには吸血鬼の姉・エリカとゾンビの妹・アユミがいた。
「ゾンビと吸血鬼って、本気出したら勝ち負けとか決まるのかな」
ある日、サトリの一言から始まった本気の姉妹喧嘩は彼の自作による災害環境シミュレータを利用し、供響市を逃げ惑う住民を相手に吸血鬼とゾンビが感染力を競い合うバーチャル世界での闘争へ発展する。
吸血鬼の姉とゾンビの妹が輪に入りたそうな目でこっち見ているけどどうしましょう……リアルでだけど
シリーズ第2作目。全11章。2016年8月10日に第0章～第3章、同月17日に第4章～第6章、同月25日に第7章～第8章、同年9月9日に第9章以降を順次公開。
防災研究を招致する減災都市・供饗市には、光十字減災財団という組織が存在する――。
それは吸血鬼やゾンビといった不死者「アークエネミー」達が、現代社会と折り合えるか否かをテストする最終試験場。そして、迎合できなかった「アークエネミー」達の処刑・処分場。
吸血鬼とゾンビの姉妹を持つ少年・サトリはその歪んだ組織相手にたった一人ケンカを売り、壊滅のためのシナリオを描いていたが……
吸血鬼の姉とゾンビの妹よりガチでスゴいのが出てきましたけどどうしましょう……今度はどっちだ？
シリーズ第3作目。全8章。2016年11月10日に全章を公開。
コロシアムでの戦いを経て、アークエネミーを抱え込む巨大組織・光十字減災財団を壊滅させた天津サトリ。世界を敵に回すことを覚悟した彼だったが、ある日目が覚めるとそこは見知らぬ廃墟の病院。そして自らの身体は奇っ怪な姿に変化しており……
吸血鬼の姉とゾンビの妹が世界に進出したみたいですけどどうしましょう……今回はほんとにそれどころじゃないけど。
シリーズ第4作目。全11章。2017年1月10日に全章を公開。
来たるべき破滅に備える「アブソリュートノア」。そして計画を推し進めるサトリの義母・天津ユリナ。彼女の言い分によれば間もなく世界は終わる。助けられるのはアブソリュートノアに乗せられる数千人だけ。そんな状況の中、ラスベガス一帯を巻き込む謎のジェル状生物襲来から友人を助けるために奔走するサトリだったが……
吸血鬼の姉とゾンビの妹が今回は放ったらかしにされているけどどうしましょう……ガチの魔王のラッシュだけど
シリーズ第5作目。全8章。2017年5月10日に全章を公開。
アブソリュートノアの真相を知ったサトリ。アークエネミー・リリスとして計画を主導する義母・天津ユリナと敵対することを決意し、傷心のままに家を飛び出すが……。
吸血鬼の姉とゾンビの妹がハッカー達のお祭りに興味津々だけどどうしましょう？……こっちはそれどころじゃないけど
シリーズ第6作目。全11章。2017年9月25日に全章を公開。
アブソリュートノアに逃れた者を除くすべてを破滅に導くとされる災厄。カラミティ。天津ユリナから教えられたカラミティの正体、そしてその災厄の引き金とは――。一方サトリは、とある陰謀を食い止めるためハッカー達の祭典『テクノパレード』を訪れた。
吸血鬼の姉とゾンビの妹が戦乙女に掴みかかるみたいですけどどうしましょう ……まさか割って入れと申すか
シリーズ第7作目。全10章。2018年3月23日に全章を公開。
委員長が倒れた。しかもどうやら『呪い』によるものらしい。大切な人をアークエネミー関連の問題に巻き込まれたサトリは怒りに燃えながらも原因解明に乗り出すが……。そんなとき、サトリの目の前に現れたのは、ザ厄介オブ厄介なあの戦乙女で……？
吸血鬼の姉とゾンビの妹が東京観光に来たようです。……外はすごい事になってるけど
シリーズ第8作目。全9章。2019年5月30日に全章を公開。
東京に訪れたサトリ、エリカ、アユミの三人。国内最大の電波塔を観光中、突如襲った大停電によってエレベーターの中に取り残される。どうにか脱出を図った彼らだったが、外に待っていたのはさらなるパニックで……。
吸血鬼の姉とゾンビの妹が雪にやられて立ち往生しているようだけどどうしましょう……イミテーションだけど
シリーズ9作目。全7章。2020年4月10日に全章を公開。
窓の外には季節外れの雪。……と見せかけてその正体は沖で燃える貨物船から舞い上げられた化学物質。都市機能が停止する災害下にあっても、サトリたちは美少女転入生を迎えてのんびりムードで過ごしていた。しかしこの一件がサトリたちを狙った災害という可能性が高まり……。
吸血鬼の姉とゾンビの妹が海外旅行だというのに日本に置き去りだけどどうしましょう……こっちは壊滅してるけど
シリーズ10作目。全9章。2022年3月1日に全章を公開。
世界の破滅から身を守りたいアブソリュートノアと、世界の秩序を破壊して脱獄したいＪＢ。世界を揺るがしかねない二つの勢力の衝突が今始まろうとしていた。フランス、パリに旅立ったというアブソリュートノアのトップである天津ユリナの行方を追い、友人の天才ハッカー・アナスタシアとともにパリに訪れた天津サトリだったが……。

## 登場人物
天津 サトリ（あまつ さとり）
本作の主人公。公立供饗第一高等学校の普通科に通う15歳の男子生徒。学年は1年生。情報技術開発に関しては天才であり、災害環境シミュレータを自作しシステムと鍵となるUSBハードキーを首から提げて携帯している。
両親の不仲が原因で幼少期は辛い想いを抱えよく泣いていた。その時期に光十字減災財団から脱走したエリカとアユミに出会い、自身を噛んで友達になって欲しいと懇願する。願いは果たされなかったが、両親の離婚を経て実父のタイゾウが新たにユリナと再婚し、一緒に連れていたエリカを姉、アユミを妹として家族に迎え入れる事となる。
使用しているモバイルは『洋梨フォン８オメガ』で、キャリアは格安SIMを使用。型落ち品だが、「実際にはハイスペック過ぎる旧版の販売を続けると赤字が膨らむため最新機種では敢えてスペックを落としている」事を突き止めており愛用している。現在では公式サイトからこの機種に対するOSアップデートは実施されていないが、強引に後継機用のファイルを落とし込んで無理矢理更新を続けている。
悪魔的とも称される思い切りの良さがあり、窮地に陥ると予想外な行動を取る。偶然にも光十字減災財団の陰謀の一端を掴み、当組織の秘密を暴き解体へ追い込む事に成功した。この一件が天津ユリナによりネットへ拡散された事で、米国ホワイトハッカーの間では『トゥルース』として名が知れ渡り、弟子入りすれば宇宙で光る剣振り回して帝国を滅ぼす英雄になれるという身も蓋もない噂まで流れるようになった。

天津 エリカ（あまつ えりか）
公立供饗第一高等学校の夜間部・特別進学科に通う17歳の女子生徒。学年は2年生。サトリに好意を寄せるブラザーコンプレックス気味の義姉。腰まである長い金髪を豪快に縦ロールにしたグラマラスな美女で、目つきはおっとりとしている。学園の生徒会長を務め頭も良いが、進路指導調査票に「将来の夢は素敵なお嫁さん」と書くなど馬鹿正直な性格。奇麗好きでやたら風呂が長い事を除けばほぼ欠点がないが機械音痴。栄養計算に細かく、小食。見た目は大人だが簡単な事で唇をすぐに尖らせる。生き血が主食であり血液製剤や代用血漿を冷蔵庫に保管しているが、家族皆でテーブルを囲む普通の食事が好き。母ユリナが不在の際は天津家のご飯作りを担当している。幼少期のサトリとの出会いを機に、光十字減災財団からの脱出を決意した。
東欧型クイーン級吸血呪因・A型Rh+の吸血鬼。東欧13氏族に所属していた。クイーン級であるため、一般的な吸血鬼よりも吸血対象の突然変異の確率が高い。光十字減災財団に捕獲されレベル4措置が取られたが、何度連戦してもどんな不利な条件から殺し合わせても絶対に生き残ることから、コロシアムの撃墜王と呼ばれ処分方法を悩ませていた個体。吸血鬼化した配下を数万人以上もコウモリへ変身させて650トン以上もの塊へと凝縮し、高度25kmから秒速1km以上の速度で急降下する疑似小惑星衝突攻撃を「月下必滅」と呼んでいる。

天津 アユミ（あまつ あゆみ）
私立エリクシール女学園中等部に声楽特待生として通う14歳の女子生徒。学年は2年生。サトリに好意を寄せるブラコン気味の義妹。黒い前髪を横一文字に切り、さらに長い髪をツインテールにして先端をくるくると巻き髪仕様にしている。「ふぐうー」と唸るのが口癖。大食いで日光浴が好き。勝気にどんどん行動していった後に不安を抱いてビクビクする性格。流行り物に敏感だが洋服選びのセンスはいまいちであり、休日になるとサトリに泣きつき度々一緒に買い物をしている。運動神経抜群だが、アークエネミーである自分が部活をするのはフェアじゃないと一人で悩んでいる。幼少期のサトリとの出会いを機に、光十字減災財団からの脱出を決意した。
劇症型のゾンビ。光十字減災財団に捕獲されレベル4措置が取られたが、縫い目を外して体を分解しわざとやられたふりをして研究所の外に逃げ延びていたため、コロシアムの脱獄王と呼ばれていた個体。特殊な防腐加工によって、全身のあちこちに縫い痕がある。体が腐るのを防止するために、入浴後は身体をよく絞ったり、冷やした防腐剤を血管から通して点滴している。

委員長
公立供饗第一高等学校の普通科に通う、サトリと同じクラスの女子生徒。天津家の隣の家に住んでいる幼馴染みであり、おでこと眼鏡がチャームポイント。空手初段、剣道二段、柔道二段、合気道初段を有している。真面目でお堅くお節介焼きな性格。サトリに好意を寄せており、趣味もサトリと同じものに合わせている。「デコメガネ」という呼ばれ方を嫌がり小学6年生の時に呼ばないと約束させたが、サトリは守っておらず今でも呼ばれ続けている。幼少期に家を抜け出して避難して来たサトリの影響で、家には彼の使う日用品が取り揃えられている。
安寧会静養病院に訪れた際に『ポーランドの吸血王女』の呪いを受けダンピールと化すが、サトリの手により無事人間へと戻る。

井東 ヘレン（いとう　へれん）
公立供饗第一高等学校に通う1年生。学校では飼育係を務める。ウェーブがかった金髪を肩まで伸ばした少女で、服装は白のぶかぶかなニットにチョコレートカラーのミニスカートを履いている。元々無口なハーフの少女で、滅多に発言しない内気な性格らお人形みたいと周囲から可愛がられている。兄の井東たまごは光十字減災財団に所属している。
ギリシア式のキルケに基づく系譜の魔女であり、知識の有無に関わらず本能的に薬品の調合ができる。『コロシアム』の会場に連行された際は丈の短い黒のワンピースに尖った唾広の帽子に分厚いマントなど魔女の衣装に身を包み、いくつもの透明な管や瘤を複雑に寄せ集めたガラスの杖を握っていた。42種の化学薬品を貸与され、自身または対戦相手を動物やアークエネミーに変身させて戦う。サトリの助力を経て、ラプラスが演算した『五戦の絶壁』を破り生存する。

カレン
光十字減災財団に所属していた例外のアークエネミーであるヴァルキリー。全国放送にて『コロシアム』の司会を務める青色のバニーガール姿の美人女性。大会の公式宣伝広告塔であり、参加者が運営へアクセスするための窓口としての役割を担っている。
サトリと戦う際は、白鳥の羽根のような飾りのついた純金の十字槍と丸い純金の片手盾を装着し、バニー衣装の腰回りから前の大きく開いたロングスカートのような布地がはためかせ、両耳に大きな鳥の羽根が差した格好をしていた。スマートグラスを着用してラプラスの演算性能を利用しながらサトリと戦ったが、ラプラスを味方につけたサトリに出し抜かれて敗北する。
手にした純金（24金）の槍を液状のように自在に伸展させて攻撃を行う。凄まじい威力を誇る反面、本来設定された目的外で使用すると神威にロックがかかるようになっている。

黒山 ヒノキ（くろやま　ひのき）
長い艶やかな黒髪が特徴の陰のある少女。西洋圏由来の人魚であり、足首まで以上に伸ばした大量の髪をぴっちり合わせた2本の生足をぐるぐる巻きにし、まるで魚の尾びれのようなシルエットを形作っている。『コロシアム』会場に連行された際は衣服を着用せず胸も下腹部も胴体に髪の毛を巻いて対処していたが、普段はパーカーにホットパンツなどを着ている。水深1mほど注水されたコロシアムにて井東ヘレンと対戦したが、仮死状態に陥り敗北した後に解放される。その後、サトリの要請を受けて豪華客船『ティルナノーグ』号の巡回中の船員を無力化させた。

岡田 ミツル（おかだ　みつる）
公立供饗第一高等学校の普通科に通う3年2組の生徒。大柄な体格の男子。井東ヘレンが世話していたインコを嬲る様に激怒したサトリにより、校舎の2階から突き落とされ全身が腫れ上がるまで蹴り続けられる。その恨みから学校裏サイトでサトリの実名を出し報復するための人材募集をかけたが、完全に裏目に出てネット上で大炎上した。

羽裂 ミノリ
私立エリクシール女学園高等部に在籍。肩くらいまである2本の三つ編みにメガネの少女で、学業、運動、共に平均的でクラスでは目立たない立場。リャナンシーであり男性から言い寄られる事が多かったため、夕張セツナに護身術を習っていた。
『コロシアム』会場に連行された際は学校の制服の要所を裁断し上からコルセットや薄手のエプロンを足してような舞台衣装を纏い、伸縮式の警棒を貸与されていた。リャナンシーの呪いを受けた夕張セツナを救うため、『コロシアム』への参加を機に自らの死を望んでいたが、井東ヘレンのキルケの薬により異形化させられリャナンシーとしての特性を失う。

夕張 セツナ
地味なスタジャンにジーンズを着た少女。キックボクシングのジム通いをしていた。羽裂ミノリの友人でありリャナンシーの呪いを受けていたが、井東ヘレンの手により呪いを回避した。『コロシアム』に参加する事になった羽裂ミノリのセコンド役を務め、黒山ヒノキを騙りサトリに接近しリャナンシーの特性を利用して試合開始前に精気を吸い取った。

村松 ユキエ（むらまつ　ゆきえ）
小麦色の肌に長い銀髪をたなびかせる長身でスレンダーな少女。ダークエルフであり、耳は細長で尖っている。『コロシアム』会場に連行された際は、白い薄手のノースリーブとタイトスカートの組み合わせを纏い、木や動物の腱を張り合わせたと思しきコンポジット式の長弓を貸与され、エルフショットやエルフロックの特性を利用し井東ヘレンと戦う。敗北したがサトリ達に救出された恩を感じ彼らを助力する事となる。

井東 たまご（いとう　たまご）
家族に素性は隠して光十字減災財団の対処班に所属している。井東ヘレンと歳の離れた22歳の兄。実働部隊内でも、45口径サブソニック重金属弾を使った狙撃ユニットを実戦レベルで取り回せる数少ない人材。光十字の命を受けてサトリとヘレンを強襲するが、村松ユキエに不意打ちを受けて気絶。その後は改心し、カレンと戦うサトリを狙撃によりサポートした。

天津 ユリナ（あまつ　ゆりな）
サトリの義母。個人の情と組織の命の間ですり潰されそうになっている健気な天津タイゾウの姿に惚れて結婚した。年齢不詳だが、大学生でも通ってしまいそうなほど見た目は若い美人。平均的な女性より身長はやや高い。ゆるふわの長い赤毛をヘアゴムを使って頭の後ろで縛り、黒の下着がうっすら透けるほど薄いブラウスと尻の形が浮き出るほどぴったりしたジーンズを穿き、エプロンを羽織った格好をしている。天津タイゾウと再婚したのと同時に、一緒に連れていたエリカとアユミを天津家に迎え入れる。普段は午後イチのママ会に勤しむ、パートのレジ打ち主婦。
『アダムカドモン』という意味でのリリスであり、ゾンビや吸血鬼を同時に相手取っても不足のない桁外れの身体能力を有する。アブソリュートノアの建造計画のプロジェクトリーダーを務める。

鬼山 光弘（おにやま　みつひろ）
安寧会静養病院の院長。高そうなスーツと腕時計をはめた年配の恰幅の良い男。

天津 タイゾウ（あまつ　たいぞう）
サトリの実父。大学院で無邪気にアークエネミー研究を進めていた結果、危険なブラック企業と知らずに光十字減災財団に絡め取られてしまった研究者。光十字の中でもアークエネミー達の待遇改善を叫び続けていた穏健派であり、人とアークエネミーの共存を本気で願っていた。サトリには仕事について隠していた。
光十字の所業の一部が明るみに出たせいでタオリとの間に致命的な亀裂が入り、一方的に愛想をつかれ家を出て行かれる形で離婚。ユリナがアークエネミーである事を出合い頭に看破した。後にユリナと再婚し、エリナとアユミも家族として迎い入れた。サトリが光十字減災財団を壊滅させたせいで職を失い、サトリの前では出勤する振りをしてハローワークに通う日々を過ごしていたが、無事に真っ当な製薬会社への再就職を果たす。

禍津 タオリ（まがつ　たおり）
サトリの実母。足首まである長いロングスカートのワンピースに、上から羽織ったカーディガンが落ち着いた印象を与える女性。髪は艶やかな黒で肩甲骨の辺りまで伸びている。
アークエネミーの迫害に反対する擁護派だったが、光十字に務めるタイゾウの立場を誤解したまま糾弾して離婚した。しかしタイゾウがアークエネミーであるユリナと再婚した事を知ってユリナを恨み、安寧会静養病院にて自身をアークエネミーを駆逐するハンターとして人体改造させる実験を受ける。最終的に安寧会静養病院の地下にある封印区画に3年以上閉じ込められていたが、自力で脱出してユリナと交戦した。その後は市内のタワーマンションの8階の一室で暮らし、安寧会静養病院時代の治験協力費を工面して生計を立てている。
対アークエネミー兵器・殺人三連チェーンソー『ハンドメイド』を自作し、武器として扱う。これはメインの三連刃を互い違いに回転する事で標的を斬る事より肉に噛み付いて上下に引き裂くような破壊を実現。また大型ボウガン（実質的に攻城レベルのバリスタ）に数十本の銀の矢を束ね、扇状にばら撒く事で速度で勝る不死者の逃げ道を封じる確実な牽制効果を発揮する。一式で70kgを越える超重量であるが、タオリは肉体を自己改造しているため草刈り機感覚で自在に振り回せる事ができる。

アナスタシア
アメリカ在住の東欧系の少女。シルキー。11歳だが、飛び級でマサチューセッツにある某大学に通う天才児。 シルク製で統一した、妖艶な赤のキャミソールにミニスカートを穿いている。白みの強いプラチナブロンドの長髪がトレードマーク。漫画で日本語を勉強したため、流暢だが必要以上に「わよ」「わね」を繰り返す口調で日本語を話す。小型犬ペットロボットに端末を挿して野外で操作する気性。
『メイデン』というハンドルネームを有するホワイトハッカー。北米、西欧各国を中心に活動を活発化させており、原発の制御棒や軍の宇宙部門やテキサスにあるミサイルサイロのフェイズ2まで侵入し、セキュリティの脆弱性を指摘して回っている。スパコン『メフィストフェレス』を運用し、ラスベガスに訪れる200万体近いアークエネミー達への資金繰りを行っていたが、エリア51によるラスベガス空爆作戦によって頓挫した。
ベンチマークを兼ねて麻雀をさせられていた『マクスウェル』の正体を看破した事がきっかけでサトリと知り合い、友人になって尊敬の念を抱いている。『マクスウェル』の人間的な思考に探求心をくすぐられ、過去に65回以上ものサイバー攻撃を行っている。

ジョン＝ノッカー
映画監督。去年に巨大なハリケーンで別荘を失い、減災都市・供饗市の危機意識の高さに感動していた。

ジェームズ＝ウィリーウィリー
米空軍ネバダ空軍基地司令官を務める大佐。52歳の男性。アブソリュートノアへの搭乗権を求めてエリア51を指揮しラスベガス空爆作戦を主導したが、フーバーダムに作られた偽のシェルターにてアブソリュートノア側の裏切りに気付き自殺した。

ニース＝オーランド
ぶかぶかの作業服を身に纏う小柄で白い肌にセミロングの黒髪の少女。アブソリュートノアに属する人間であり、天津ユリナの命で行動している。バンシー。

火祭 阿佐美（ひまつり　あさみ）
22歳で金髪の女性。大学3年生。盛りに盛った髪に、シャンパン色のドレスを着ているキャバ嬢のような容姿。富豪の娘。身内の手で『確率論の殺人計画』が進行中であり、全身をブランド物だらけにしている。
美鳴嬉を財力で屈服させる父を憎み、家出をして禍津タオリの家に居候している。

田辺（たなべ）
供響市の湾岸観光区駅前繁華街にある水族館の飼育員の男性。リヴァイアサンのウミビルに感染されていた。

火祭 美鳴嬉（ひまつり　みなき）
火祭阿佐美の異母妹に当たる隠し子であり、顔は瓜二つだが性格はおっとりしている。年に2回程、父に生活費を貰うために母親と共に本妻宅（阿佐美の家）に赴いていた。アークエネミー・セイレーンであり、長い金髪を二又に分けて左右の腕へぐるぐると巻きつけ、黄金の翼を形成する。カラミティを招き阿佐美を救う気がないアブソリュートノアに憤り、リヴァイアサンの手を離れてアブソリュートノア関係者への恐喝を開始する。しかし実際にはレモラが制御不能に陥っており、サトリの助力を経て事なきを得る。

酒井 イオリ
9歳の少女。エルフのアークエネミーとして役所に登録済み。供饗市平野区住宅街3-1-2に在住。学校生活は不規則で欠席がち、虫歯の治療に遅れの兆候あり、同じ衣服を連日着回しているなど、虐待の危険サインが複数確認されている。両親は共に授業参観に欠席し、家庭訪問も拒否。近隣住人の証言から昼夜を問わず子供の泣き叫ぶような声が確認されるが、当人及び両親は完全に否定。テレビの報道番組が張り付き取材活動と称して圧力を強める事で、虐待を加速させられている。

進藤 マツリ
二八歳の女性。供饗第一放送の報道制作局に在籍。コロシアム放映は過激なバラエティの色が強かったが書類上は報道扱いにし、言論及び報道の自由を振りかざす事で各種の倫理案件を振り切るために名義を貸していた。コロシアム放映の失敗を受けて酒井イオリの虐待報道に関わっていたが、サトリにサイバー工作を経てデータを社外に流出。そのまま内部告発したサイバー窃盗犯に仕立て上げられた。

アジャスト＝レックス
ワイルド＠ハント社外取締役幹部。ミイラ。金から灰色に変わりつつある髪を後ろに撫で付けた、白人の大男。高級スーツの上から陽射し対策のくたびれた夏用の薄いコートを羽織った中年男性。工学のスペシャリストだがそもそも出生、国籍、学歴のデータに不審な点がある。
ワイルド＠ハントの経営陣に失望し、アブソリュートノアの『箱舟』の乗船権を獲得するために個人で動く。テキサスにあるワイルド＠ハント物流管理ＡＩ研究所の実験演算機器の３号機を使用し、サトリの偽装した架空ハッカー集団『ポゼッションスピリット』になりすます事でサトリを釣り出し人質に取った。

浅鞘 カクゴ
公立供饗第一高等学校の副会長。男子生徒。

銀俵 升像（ぎんだわらますぞう）
54歳の男性。供饗ダム水質課貯水量管理セクション担当。デスクトップのシステム領域や一時ファイル保存領域よりゴミに擬態して三つに分割された方舟入口のパスコードを保険として用意していた。

シャルロッテ＝フレグラ
『アブソリュートノア』の幹部クラスの重鎮。エキドナ。妖艶な美女で、光を弾くような白い肌と枯草のような色の長い髪を垂らして豊かな乳房を有する。薄布を巻く腰から下はぬめるような大蛇。見る角度によって髪や鱗は七色に輝く。
エキドナの『仔を産み出す』特性を利用し、自身の体を生命進化実験に使われる人工生命用シミュレータに改造し脳髄や臓腑をその都度アップデートしている。さらに自身の脳を極度に発達させる事で、それそのものをアブソリュートノアの惑星シミュレータとして進化させている。
オルトロス、ケルベロス、ヒュドラ、ネメアのライオンなどの自身の産み出した仔達が今日に至るまでに神や英雄に討たれた事を憂い、その復讐としてカラミティの預言書を作成し架空の終末論に踊らされた人類全体の自己破滅を誘発する事で神を現世に釣り出そうと画策した。

安藤スタア、佐川アケミ、菱神アイ
委員長を『せいれいさま』の呪いの生贄に巻き込んだ公立供饗第一高等学校の女子生徒達。ギャル系。

フライ＝ヴィリアス
東欧一三氏族に所属する吸血鬼であり、「腐敗」を得意とする。黒い軍服を纏う銀のショートヘアに宝石のような瞳を持つ小柄な少女だが、その正体は大量に集まった銀色の吸血蝿の集合体。ぶかぶかの黒い軍服の上着をワンピースのように着こなし、細い脚を厚手の合成繊維で包んでいる。
吸血が発端ではなく、悪食が祟って吸血鬼の呪いを受けた。食糧難の時代に生まれ、同じ境遇の子供達と羽虫にまみれた食物を奪い合った末に食中毒で死亡し、埋葬されず遺体全身を羽虫にたかられた経緯が「犯罪めいた親の不義に基づく生まれ」「生活様式のタブー」「埋葬の手順不足」等の禁忌に触れてしまい、呪いへと転じた。

メスレエート
東欧13氏族に所属する人狼。周囲から吸血鬼として扱われ本人も疑いを持っていなかったが、サトリの計略により自身の正体が暴かれてアイデンティティを見失い暴走した。

田中　アリス
気象予報士。

海風　スピーチア
公立供饗第一高等学校の普通科への転入生。華奢な体に白みの強い金髪で、長い髪をいくつか節をつけて一本でまとめている少女。年齢は15歳だがサトリと同じ学年、同じクラスへと転入された。
アークエネミー・スキュラであり、かつて光十字減災財団に確保していた実験体であったが、エイリアン（仮称）の代理母として拉致され眠らされていた。自身のパートナーたるカリュブディスとして貨物船ノーブルインゴット号を対応させている。『JB（ジュエルブレイク）』の一員。

佐伯
サトリたちの教室に現れた代理の教師。

ショウミ
委員長の母親。専業主婦。

山垣　追風
公立供饗第一高等学校の2年1組に通う少年。生徒会の会計。

鍋掴　キョウジ
公立供饗第一高等学校に通う男子生徒。アークエネミー・スプリガン。

神野　セリナ
公立供饗第一高等学校に通う女子生徒。アークエネミー・シービショップ。黒い髪をショートにしている陰気な少女。

沖合　ユウコ
公立供饗第一高等学校に通う女子生徒。アークエネミー・ドライアドだが、樫の木の精霊としてウバメカシを対象とするため真水よりも海水を好む。神野セリナの親友。

峠道　キュウス
公立供饗第一高等学校に通う男子生徒。アークエネミー・ワーキャット。

魚川　テッペイ
公立供饗第一高等学校に通う男子生徒。アークエネミー・オーガ。

蛍沢　ケズリ
赤毛をポニーテールにした色黒の少女。タンクトップにハーフパンツ、上着は左右の袖を結んで腰の後ろから垂らしている。ヘカテに覚醒を促された事で魔女としての超常を振るう。『JB(ジュエルブレイク)』の一員。

ピエール＝スミス
『JB(ジュエルブレイク)』の一員。偶像を積極的に取り入れる術者。本名はビッザ＝バルディア。22歳男性で、ミラノ工科大学に在籍し、就職活動は難航中。一人暮らしを機に義母モノのアダルト動画を特に閲覧している模様。
[クロコディロポリスに見立てた体長15mは誇る巨大なワニのような無人兵器を遠隔操作したり、スカラベの伝承を利用した火球砲撃でサトリを襲った。

ヘル
北欧神話における冥界ニブルヘイムの元首であり、戦士達の社会において不名誉な死を遂げた魂を人類単位で管理する雪と氷の世界の支配者。巨大な肉食恐竜のような外観の棺「エリュズニル」を操る。
『JB(ジュエルブレイク)』の一員であり、その内部でも存在が秘匿されたSSS班。肩まである銀髪に白い肌で服装は丈の短い純白のドレスの少女。肩を出した派手なものだが、右手と右足だけ青黒い手袋やストッキングで覆っている。

## 用語
マクスウェル
サトリの開発した災害環境シミュレータ。ネーミングはマクスウェルの悪魔に由来する。組み立て作業は全てサトリが一人で行ったが、シミュレータ結果を各研究機関に提出する事を条件に、大学や研究機関に並列マシンの管理フローの開示してもらうなど多数の協力を取り付けている。また、アナスタシアのせいでファイアウォール面はかなり鍛えられている。
コアユニットは市販の3D携帯ゲーム機『VS-life』。これは初期ロットで感電事故が相次いで回収騒ぎになった製品であり、売り物にならなくなった中古ショップの在庫を片っ端からかき集めて中身を分解し、演算部分を1400台分ほど並列化させた機構。本体はコンテナ1個分くらいだが、冷却システム（液冷）と電源確保（主に変電）を搭載するために別口でコンテナがもう1個必要になった。港沿いのコンテナ置き場に安置されている。
意識投入型のダイブデバイスにも市販品であるVR機器『ドリームケース』を使用している。オープン価格と言われているが市場平均では三万円弱。人間の脳が夢に用いる演算領域を利用して現実さながらのビジョンを見せる方式を採用している。形はワイヤレスのヘッドフォンのようなものであり、軽量化されている。
台風や山火事などパラメータを設定すると、架空の街のどこに人が集まりどこで渋滞が起きるのかをシミュレートする。住人のモデリングは必要とせず、建物、備品、資材やエネルギーの消費、それらのわずかな痕跡の集合から「この人物はこう動かないと成立しない」と逆算して勝手に人物データを組み上げるシステム。
AI『マクスウェル』が管理エージェントプログラムを務める。SNSとも連動させてマクスウェルとの会話も可能であり、サトリが携帯しているモバイル『洋梨フォン８オメガ』と高速無線通信を介して連携をすることで演算申請のリクエストを行える。サトリの手で拡張され、後述の『ラプラス』『ゴーストキャット』と必要に応じて並列接続する事で、互いの演算能力を掛け合わせる機能が追加されている。
アンチマテリアルレッドトゥース
サトリが自作した代物で、テクノパレードの際にスマホと同期させて使用した。近距離専用のレッドトゥース電波に強い指向性を与えて、1000m先のデバイスに不正なデータを打ち込む機器。ガンマイクにも似た形状。
供饗市（くきょうし）
人口は80万人ほどの昔から天変地異が多い街。西の山間部から吹き下ろす冷たい風が東の海岸線の湿った空気とぶつかり大気が不安定化するために竜巻と落雷が有名。財政破綻を避けるために国家増強計画特区として指定を受け、防災・減災ビジネスが街の特色となった観光街。有名大学などが軒を連ねて調査チームを送り込み、その発生メカニズムの難しい各種災害の研究と発生予測、被害軽減などの技術を日々組み上げられていった背景から『減災都市』とも呼ばれている。各家庭の地下には巨大なトルネードシェルターがあり、住民の安全が保護されている。また、道路のあちこちに消火ホースと一緒に水害時のためのゴムボートが設置されている。他にも街の各所にあるセンサーの塊『ウェザースフィア』や不測の事態のための予備電源システムなど様々な試みが投じられている。
光十字減災財団
人道・医療分野に強い影響力を持つ世界最大の国際組織。防災・減災ビジネスには多数の企業、研究機関、大学などが参加しているが、どうしても学閥や企業間の利害などが衝突してしまう。こうした人材の潰し合いを回避するためのクッション役として、中央への予算の申請及び監査を一本化し、また、参加グループ同士で重複するプロジェクトがないかを見極め、限られた人材や機材を最大効率で稼働させるための財団。表向きは非営利団体として登録されているが、各国の製薬会社や医療機器メーカーを中心に相当額の献金を受けている。厚労省に太いパイプを持ち、アークエネミー対策マニュアルである「第一号異種防疫手引書」は防衛省と共に外部監修として参加している。財団自体の設立からは日が浅いが、母体となる光十字は1500年の歴史を持ち、常にペストや赤痢、コレラ、スペイン風邪などと戦ってきた歴史がある。災害救助、炊き出し、財政支援、医療技術向上、災害現場における風説の阻止、古文書に埋もれた過去の大災害のデータの継承など、様々な活動を行ってきた。
元々は人間に迫害を受けて来たアークエネミーにより創設された組織だが、現在は構成員の99%は人間。財団の裏の顔として、供響市の地下全域に広がっている不死者、アークエネミーの研究所を運営している。不死者が人の社会と迎合できる可能性があれば予行演習に移り、迎合できなければ処分を行っている。同施設内の検体保管庫に様々な不死者のサンプルを保管している。
サトリによって内部事情を告発され解体を余儀なくされ世界中に混乱を招いたが、正式メンバーは『アブソリュートノア』と合流して本来の計画を進行中。
ラプラス
光十字減災財団供饗市支部が保有する大規模人材選定シミュレータ。公立供饗第一高等学校の地下空間に安置されており、縦2m、横5m、高さは建物3階分ほどのマシンを100基以上も並列に繋げたスパコンであり、1基だけでもマクスウェルの性能を軽々と超える。ネーミングはラプラスの悪魔に由来する。
文科省に付与され、人材の振り分けに運用されている。全国模試、ＩＱテスト、内申点、運動テスト、様々な資格取得などの雑多な情報を全国規模で蒐集し、論理思考に基づいて振り分ける事で、将来伸びるとされる生徒達の「実際の伸び代、余裕」を正確に予測演算し、官公庁や各企業等、適切なジャンル、ランクに見合った斡旋を可能とする。
サトリにより12000個近いパーツを分解されてブレードサーバーを運び出され、コンテナサイズに組み立て直された。スペック的にはマクスウェルと同等かわずかに下回る程度であり、現在はマクスウェルのスレーヴ役の1機として演算スペックを補助している。ただし、あくまでサトリへのインターフェイス対応はマスター役のマクスウェルが行うべきだと主張して表には出て来ない。
供饗ダム
自殺の名所として有名。推理ドラマなどではクライマックスのロケ地として定番。自殺の名所である事に便乗し、自殺のためにやって来た犠牲者を追い回して遊び殺す集団までいると噂まで囁かれている。アーチダムを中心とした貯水湖、高低差を利用した水力発電、そして水質や貯水量などのデータをやり取りする通信施設の3つのセクションに分かれる。ダム湖の底にある重要施設のために水は抜かせられない。
アブソリュートノア00
供饗ダムの地下深くに安置してあるとされる巨大構造物。便宜上方舟と呼称しているものの、建物なのか乗り物なのか詳細不明で、この高度情報化社会においてこれだけ巨大なシステムが検索不能を維持し続ける事自体が稀。方舟派、とでも呼ぶべき人間とアークエネミーの混成組織はこのアブソリュートノアこそがカラミティを乗り越える唯一無二の施設であると位置付けているため、存在そのものがある種の信仰対象となっている可能性もある。
コロシアム
アークエネミー同士を戦わせる厚生労働省お墨付きの公営ギャンブル。全国に先駆けて供饗市で開催された。賭博チケットの売り上げは大会運営費用として補填され、試合に出場するアークエネミーには1戦を制するごとに莫大な報酬が支払われる。対戦相手が死亡した場合、勝者はその遺体の所有権を獲得する。対戦者同士の条件を五部にするため、各アークエネミーに応じてリングの環境や装備品の貸与が施される。時間制限はない。
そもそもは光十字減災財団が供響市の地下でアークエネミーを処分するためのレベル4処置であり、公営ギャンブルは建前に過ぎない。
供饗第一放送
『コロシアム』の放送を担当する事になった局。
安寧会静養病院
供饗市と隣街の境にあった病院だが、現在は廃墟となっている。経営難に陥り夜逃げ同然で院長達が行方を眩ましたため、未だに錆びた医療機械などがそのまま放置されている。人気のない森の奥に位置しているため電波は圏外。病室、診察室、検査室、手術室と全てが学校の校舎二つ分くらいの5階の建物に全て収まっており、総合病院に必要な内科、外科、眼科、耳鼻科、婦人科、小児科、歯科、整形科、心療内科、放射線医療科、等々が揃えられている反面、病室自体のベッド数はかなり圧迫されている。
その実態は、光十字減災財団とは別口で対アークエネミー戦の技術開発を行う施設であり、その中でも吸血鬼の分野に先鋭化している。
ゴーストキャット
安寧会静養病院を保守するセキュリティサーバー。同施設が廃病院化した後も対アークエネミー理論の完成を目論み演算を続けていた。単純なシミュレータとしてのスペックはマクスウェルに劣るものの、ドローンなどの無人兵器の物理制御、並列指示という面では他の追随を許さないスペックを誇る。
病院の倒壊時にサトリによりブレードサーバーを運び出され、現在はマクスウェルのスレーヴ役の1機として演算スペックを補助している。
ホースナイト
市販の軽量オフロードバイクに各種の通信設備と電子制御系を加えた遠隔操縦システムを搭載し、前後輪にジャイロを噛ませる事でバランスをキープ、さらに座席に可変式の懸架翼を取りつけ各種兵装を換装した対アークエネミー無人兵器。ただし、不要なレバーやペダル、計器類など有人前提の部品が一部残っている。質より量で押し切る傾向が強い、非常に『工業力がモノを言う』発想がコンセプトであり、実際の制圧力は決して高くはないが人的損耗率の観点で見れば優秀。なお、カーブ時には懸架翼も真上へ逃がすように折り畳む事で地面すれすれまで車体を倒す事ができる。
アブソリュートノア
人間とアークエネミーの混成組織。間もなく地球へ襲いかかる人類全体の極天敵をカラミティと呼称し、それに備え事前にどこかへ逃避しようとする無国籍集団。70億人の中から僅か数千人程度を選抜し、残りは遺伝子サンプルのみ冷凍保存しようと考えている。真の方舟となる00へ搭乗する人材選定のため、世界各地に眠る01～14までの偽シェルターへ醜悪なVIP達を誘い込んで抹殺した。
太古から根を張る組織だが、実際にはその進歩は計算技術や記憶保存技術などデータ処理の歴史と密接に寄り添ってきたため、コンピュータが唯一無二、絶対不可侵の経典として扱われている。
ハーバルサイエンス
製薬会社らしからぬラスベガスに拠点を置いている米国の製薬会社。光十字減災財団へ社内の技術を貸与していた。元々は煙草を売りながらニコチン治療薬も売って二重にボロ儲けしていたが、ネガキャンに負けて製薬に転向した。転向後もカウンタービジネスに焦点を置き、二日酔いの薬や脂肪肝の薬などラスベガスの特徴に合った新薬の開発で再浮上していった経緯がある。治療薬を売るために麻薬や覚醒剤を裏でばら撒いているという黒い噂も広まっている。ラスベガス空爆作戦の一件を経て倒産した。
メフィストフェレス
ラスベガスで電子制御されているあらゆるギャンブルの結果を集中管理するスパコン。人類全体に流通する現金の20%がこの街を通って世界中に還元されていくため、この流れを支配して200万体近いアークエネミーへ社会で生きていく安全圏を確保する上での間接的な資金提供に運用されていた。マサチューセッツの某大学にあるアナスタシアの研究室に保管されている。
とある作家が執筆した歴史上最初に紙幣という概念を記した書物に登場するメフィストフェレスという架空の悪魔の「未だ発掘されていないものの、推定埋蔵量から算出した金銀財宝の所有権を先に譲渡できる書類を作ってはどうか」という発言が名前の由来。
テクノパレード
ホワイトハッカーの祭典という触れ込みで毎年一回、世界各地から一ヶ所会場を選んで行われるイベント。いつ始まったのか不明だが、公式記録では21回目でありその開催地は供饗市。開催期間はおよそ七日間。管理運営は非営利団体が担当。参加資格は不問である事からホワイトハッカーだけが来場するとは限らない他、各国の諜報機関や情報企業の対策室などがスカウトのため足を運ぶ事もある。運営団体が存在するが基本的にはハッカーの集いのため、特有の悪ノリなどから本格的なサイバー戦に発展するリスクも指摘されている。
ワイルド＠ハント
近年にネット通販という用語を全世界に定着させた米系国際情報企業の一角。中核は物流事業になるが、ＡＩ研究、衛星事業、動画配信、電子書籍、完全自動運転車など、様々な分野へ進出している事で知られている。米国本社の正社員は2万人ほどで、各国の支社については組織構造の複雑さから完全に把握できないが全体で100万人以上と推測される。国防総省とのパイプから無人兵器開発や兵站輸送技術の研究協力も指摘されているが、米国本社広報担当官は噂を全否定している。
およそ140の国や地域にセントラルサーバーを建設し、該当国の取引データを一手に集めた上で同格のサーバー群と共有する事により全世界のビッグデータを万全で取り扱えるようにしている。
供響市での一件を経て、米国連邦破産法が適用された事により債務処理が開始。グループの柱となっていた7部門をそれぞれ売却する事で巨額の負債を回収する事になった。
カラミティ
『アブソリュートノア』が危惧する、人類全体が同時多発的に深刻極まるモラルハザードを引き起こす人災。リミットは流動的で、人口爆発による食糧難、温暖化による災害極大化、地下資源の枯渇、孤立主義者による世界の分裂などの社会的なストレスが増加するほど早くなると推定されている。
最初期は古い壁画や口伝なんかの寄せ集めなど複数のソースを照らし合わせただけであり、次第に体系化していき特定が進められていった。
邪霊
全世界に根を張るブードゥー由来のブラックマーケット。親兄弟恋人親友伴侶子息恩師愛弟子を問わず、とにかく年に一人、自分の人生で一番大切な誰かを商品として『出品』する事が会員証に値する。代わりに二番手以下の世界の全てが自由に売買され、望むだけ手に取る事ができる。
東欧一三氏族
東ヨーロッパを中心とした吸血鬼達のコミュニティ。形態としてはカブンを参考にしており、名簿作成と貴族生活のサポートを主な活動としている。13人一組が最小単位だが、いずれかから承認をもらう事で新たな13人一組のセットが譲り渡される半招待制。メンバー各々が異なる呪いを起点とする集団。
元は別々の吸血鬼が同一対象を吸血し衰弱死させてしまう「被り」の回避策として人間の名簿登録を始めており、当時は電灯もなく貴族の夜会程度しか吸血鬼が吸血に赴く機会がなかったため、吸血鬼が貴族らしい生活を営むようになった。組織の実質的な長である天津エリカが旧光十字に拘束された事で転機が訪れ、アークエネミー全体の独立性よりも人間社会への迎合に舵を切る傾向が高まる。
バッドカースト
インド圏で猛威を振るうハッカー集団。不当な差別の解消と特権階級への富の集約の打倒を掲げている。推定容疑者はストリートチルドレンから財閥長者まで多種多様であり、想定規模は五〇〇人から一千人弱。
JB（ジュエルブレイク）
"神の都合で調整された世界からの脱獄"を掲げ、アブソリュートノアと対立した非正規神秘組織。神をコントロールする手法を確立し、アークエネミーではない人間でも超常を操る術を持つ。軍用シミュレータ「フライシュッツ」を有する。SS、S、A…と組織内でランク制度が設定され、ランクごとの班に分かれて作戦行動の指示が発令される。組織員は「キャスト」と呼称される。

## アークエネミー
- 既存の生物学の限界を超えた、無限または計測不能なほどの長寿を備えた生命体。
- 人間の中から生じたか、人間の手によって作られた生命体。
- 個体の持つ性質が周囲の無関係な人間へと伝染、感染するリスクを備えた生命体。

環境や状況によって条件は変動するが、これがアークエネミーの基幹となる定義。アークエネミーそのものは『大いなる敵』という意味を持つ単語で、とある一神教ではサタンを示す。そこから転じて『魔王』全般につけられる冠にもなった。同義語に不死者、リビングデッド、イモータルなどがある。人々の暮らしを邪魔しないよう折り合いをつけて生活しており、表向きは国に申請登録しているが実態については不透明な部分も多い。
吸血鬼
血の呪いをベースに掲げたオカルト的な存在。仲間を増やすには人間の血を致死量相当（およそ1～2ℓ）吸い尽くす必要がある。他にもオカルト的なエネルギーの補給の意味合いもあり、不足すると肉体維持に関わる。これとは別に人間と同等の食事を取る。クイーンを軸とした明確な階級社会があり、クイーンの命令は絶対。基本的に知性は高く、人間と同等かそれ以上。
基本的に不死身であり、損壊しても自動的に再生する。屋外で直射日光を浴びると即死級の損傷を追う。ただし日中でも屋内なら活動可能。紫外線ライトなどの人工物でダメージを受けた報告はない。また、頭を潰されても死なないが、心臓にトネリコやセイヨウサンザシの杭を打ち込まれると即死する。同杭でなくとも心臓を徹底的に破壊される事で活動停止に陥る。活動停止中に全身を炎で焼かれても即死する。死亡時は灰になる。
膂力は生前の10～20倍程度。「体のサイズを変える」「コウモリ、狼、昆虫に変身する」「霧や風を操る」など、個体ごとに個別のスキルを有する。これは遺伝的な突然変異に近く、吸血鬼自身狙って作れるものではない。カリカンザロスやネラプシ、ドッペルジュガーやヴリコラカスなども、こうした突然変異に由来したもの。
川などの流れのある水は渡れない。他者の家に訪問する際は家人の許可をもらわなければ入れない。鏡に映らないが、人の目やカメラでは捕捉できる。
ウピオル
ポーランドに伝わる吸血鬼。ウピオルが深夜に教会の鐘を打ち鳴らすと、ウピオルの享年に近い同年代の人間は死亡する。ウピオルに吸血された事のある死亡者へ鐘の音が届く事が吸血鬼化のトリガーとなるため、ウピオルに吸血されても即座に吸血鬼になる事はなく死亡さえしなければ鐘の音を聞いても問題はない。
日光を浴びても死亡せず、夜ではなく真昼に行動する。牙ではなく細長い舌の先についた棘を刺して、生者ではなく死者の心臓から血を吸う。
ダンピール
吸血鬼と人間のハーフ。半分は人間であるため、吸血鬼としての弱点に多少の耐性を持つ。肉体的にも精神的にも吸血鬼と人間のどちらにも変じる存在であり、力に溺れれば吸血鬼に、制御できれば同族を狩る強大なハンターとなる資質を持つ。力が不安定な場合はあまり長生きできない。
ゾンビ
カリブ海地域で見つかった新種のウイルス「ゾンビパウダー」に、ハイチの伝説で語られるいくつかの昔ながらの薬品を投与する事で人為的に変異させた『ゾンビパウダー劇症型』が感染した存在。元々はブードゥー教の神官が、伝統的な刑法としてゾンビパウダーを利用していた事に起因する。
そもそもゾンビパウダー自体は主に家畜伝染病としての性質を持ち、経口感染で蔓延する。ただし血肉ではなくゼラチン質、特に腱を軸としており、主として保菌者が健康体の生の組織などを食する事で感染拡大が確認されている。外気に極めて弱いのが特徴で、血液や唾液など一度でも空気中に曝された飛沫からは速やかにウィルスは死滅する。よって、保菌者の口腔からじかに、腱を抉るほど深く噛み付かれない限り感染拡大の危険性は限りなくゼロに近い。この時点で仮に家畜から人間へ感染したとしても毒性は弱く、発症すらしないケースも多々ある。ウィルスは死滅させる事はできないが、一生人体と共存していくため見た目の生活だけなら何も問題はいらない。
「劇症型」と呼ばれるケースの場合は強力な毒性を持ち、家畜はもちろん人間に感染した場合もほぼ100%症状が現れる。それどころか、動物性のゼラチン質を持たないはずの植物などでも一部で細胞の変質が見られる。極端な飢餓感、血流の遅滞、そして心臓を潰されても活動を続けるバイタリティなどが確認されている。血液を軸とした酸素、栄養などの運搬スタイルとは別の方式を取り込み、各種臓器が機能不全を起こしても脳の活動を維持し続けるよう仕向けているが、何が媒体なのかは明らかになっていない。コミュニティのクイーンは存在しないが、ごくまれに感染しておきながら高い知性と自我を維持できる特別な個体が現れる事が報告されている。
腐敗の度合に応じて知性が劣化する。基本的に不死身であり、損壊しても動き続ける。痛覚もなく、縫合すれば回復する。心臓を潰されても死なないが、脳を潰されると即死する。個体の強さは生前の体格や筋肉に依存する。膂力は生前の1～10倍程度だが、腐敗の度合に応じて低下していく。
スキュラ
ギリシャ神話に登場する女性型の怪物。12本の脚に6つの頭を持ち、航行中の英雄6名を殺害して捕食した伝説がある。出自は諸説あり、その中の一つに、元は美しい少女だったがキルケの薬の影響で怪物化したというものがある。
キルケ
特別な薬を調合して人間を動物や異形の怪物に作り替える魔女。この性質がアークエネミーの定義の3つ目の項目に該当したためアークエネミーの認定を受ける。ギリシア神話の神々が人間に天罰を与えるものと酷似し、この技術を引き継ぐ者達を指してキルケの魔女と分類される。
人魚
童話と異なり、史実通り人喰いを行うアークエネミー。東西どちらの由来かで特性が別れるが、西洋由来の場合は岩に腰掛けて惑いの歌声で船乗りを海へ落とし、もがく人を海底へ引きずり込んで捕食を行う。出自は諸説あり、中には「普段はアザラシの皮を被って、陸に上がる時は裸の美女として現れる」といったものもある。上陸時にアザラシの抜け殻を取り上げられると、人魚はその者と結婚しなくてはならない。岩礁による海難事故の象徴でもある事から、岩を操る事も可能。
リャナンシー
人に恋する事で取り憑き、憑依された人間にしか見えず、恋人に優れた才能やインスピレーションを与える代わりにその精気や寿命を吸い取って死なせてしまう妖精。「妖精にさらわれた犠牲者は人間をやめて同じ妖精になる」という感染の性質がアークエネミーに該当した。半透明な姿をしており、恋人役の対象以外の物理的な干渉は全て体をすり抜ける。リャナンシーの恋人にされた人間は自分が死ぬより早く別の人間にリャナンシーを押し付ければ助かる。
エルフ
耳が長く長寿のアークエネミー。様々な派生種が存在する。人間と交配し子孫を残す事でハーフやクォーターを産むため感染度は低い。
ヴァルキリー
北欧神話で神の使いとして登場する。神々の一員として凄まじい力を振るう勇猛果敢な女戦士だが、人間の女として下界に降りごくありふれた男性と結婚もする。ヴァルキリーには優れた武人の魂を見つけ出し天界の軍勢エインヘルヤルの一員へスカウトする役割もあるが、この結婚にはその意図はない。妻として下界で長い時間を過ごすが、神々から必要とされれば元の女戦士として神々の戦いの最前線へ瞬時に復帰するため躊躇なく人間の家庭を捨て、天界アスガルドへ戻り神の使いとしての仕事を全うする。この事から、人間とアークエネミーを自由に行き来する存在とされる。
リリス
あらゆる色魔の始祖であり、アダムの最初の妻にして子殺しと淫蕩の魔王。多くの悪魔を産み落とし世に混沌をもたらした。単体としての強さの他、アザゼル同様悪魔の数を増やして地上を埋め尽くさんとした存在。七つの大罪の一つ、怠惰を司るとされている。
シルキー
欧州の家につくアークエネミー。絹のドレスを好み、家事全般を肩代わりして屋敷を守る一方で、気に食わない主人には怪我させてでも屋敷から追い出す。
ジェル
エリア51の研究者によって開発された人造アークエネミー。赤い粘液状の体。南極クレーター跡より発見されたアークエネミー・ショゴスへさらに薬学的、外科手術的に人為的な調整を施した変異種。開発コードは『スレーヴX』。凶暴性を抑えるため思考のブリッジを物理的に切除して単純反応に特化させられている。「空気中の塵や埃の動きに反応して飛びかかる」ような捕食サイクルのみ追求させる事で、反乱リスクを排除した不死兵器。獲物を捕食してから72時間以内であれば、一見すると完全に溶解、吸収されているように見えるものの遠心分離機にかける等で9.5G以上の重力エネルギーを加える事で、被害者とジェルを切り分け救出する事が可能。
リヴァイアサン
ベヒーモスと共に終末の生き残り全員の口を満たすために神が創り出した、最大最強の贄たる魔王。性別としては雌に該当する。フォルネウスの逸話的な繋がりから30m近い巨大鮫の姿を取るが、鮫そのものの基幹構造と同一な訳ではない。七つの大罪で嫉妬を司る。魔王の一角として海洋に棲息するアークエネミーを束ね、対光十字を掲げたアークエネミーの寄り合い所帯を統率していた。人間の脳内へ電気信号を送る事で肉体を拘束あるいは念話のような事もできる。
セイレーン
ギリシャ神話に出てくる海の精霊であり、マーメイドやローレライと同じく歌声で船乗りを惑わして船を沈めたり人を溺れさせる。姿は美女または美少女に近いが一対の羽を持ち、小さな島などに留まる姿で描かれる事が多い。
レモラ
プリニウスが描いた百科事典の中に記述のあるアークエネミー。小魚のように小さく、背に吸盤があるウミビルに似た海洋生物。一度船底に張り付けばどのような軍艦であっても動けなくなる、おかしな幻覚を乱舞させる等の伝承がある。寄生した人物を操る事ができる。
ドワーフ
北欧神話に出てくる小人で手先が器用な事で知られ、特に純金を使って神々の武具を作る話で有名な種族。業務用印刷機に携帯端末をアクセスさせることで、実寸大の模型を作る事がトリガーにして手元に模型と同じ物体を創造できる。
ミイラ
素肌を包帯で覆っているアークエネミー。元を正せば王の転生を見越して容れ物を永劫に保つための技術が注がれている。熱や衝撃などに耐性を持つ反面、湿気を嫌い水に濡れる事を弱点とする。
シルフィード
錬金術などに見られる火水風土の元素を擬人化した場合の風の精シルフから派生した女性形限定の名称。元素の擬人化であり、他の元素と混ざらなければ外見の大きさや重さを自在に変化できる。この特性を利用する事で戦車砲の徹甲弾と同じ原理を再現でき、体の大きな状態で加速をつけてから質量を小さくし莫大な運動エネルギーを集約する事でライフル弾に匹敵する威力の体当たり攻撃が可能。
エキドナ
ギリシャ神話に登場する半人半蛇の怪物で、洞窟から美女の上半身を出して男性を誘惑し、致死圏内まで近づいた獲物を捕食する人喰い性質の持ち主。同時に人間以外の様々な怪物と交わり、ケルベロスやヒュドラなど、あるいは自分自身よりも強大で凶暴なアークエネミーを次々に産み落とした混沌の母胎。遺伝子組み換えを超越したレベルのキメラ生物の受胎が可能。自身の腹に収まらぬ大きさの場合は、体外に母胎を作成し産み落とす。
ムリアン
ケルト圏に起源を持つ古い妖精。元々は力のあるドルイドだったものが、十字架を掲げる宗教の天国には入れないために妖精として地上を彷徨う事になった。超常の力を使うごとに少しずつ体が小さくなっていくため使用回数は有限。現代ではアリと同等かそれ以下のサイズであるというのが一般的となっている。
太歳（たいせい）
いくつもの目玉がついた肉っぽい塊。
エイリアン（女帝）
正式名称は不明。黄色っぽい節くれ立った6本の脚を有する、ジガバチにも似た姿。JBの干渉により元々あった神格が変質し、宇宙人としての下記のようなアイデンティティを上書きされたアークエネミー。
個として優秀な種族であったため群生生物としての文化を持たなかった事が原因であり、自身の対となる性別が絶滅してしまい繁殖能力を失った。そこで遺伝子の配列が近い近似種族を探すため、直系数十kmもの巨大な飛行船に搭乗し巨大な星系間航行をしながら他惑星由来の生物を検分し、因子（遺伝子）の提供者を収拾している。彼女との子を成す種を近似種族、子を成せないが労働力となる種を奉仕種族、前者に該当せず存在の定義を見出せないため殺戮する根絶種族にカテゴライズし、惑星を侵略する。地球に訪れた際には、光十字減災財団が確保していたスキュラの少女を拉致し、代理母として利用しようとした。
ヘカテ
ギリシアに伝わるあらゆる魔女の力の源泉。ゆったりとした布の衣装を体に巻いた細身の女性が背中合わせに3人寄り添っているような外見。自身の声を聴いた女性を魔女として覚醒させる事ができる。